# Olena Semenyaka
Olena Semenyaka (en ucraniano: Олена Семеняка; 1987) es una política ucraniana de extrema derecha. Es jefa del departamento internacional del Cuerpo Nacional, un partido de extrema derecha fundado por miembros del Batallón Azov junto a otros partidos de extrema derecha. Además es jefa divulgación internacional del movimiento Azov, rol en el cual le dijo a la revista Time que la misión de Azov era formar una coalición de grupos de extrema derecha en todo el mundo occidental, con el objetivo final de tomar el poder en toda Europa Participó de un festival en 2018 organizado por neonazis de Alemania; y en 2019 habló en el Foro Scanza, un evento de ultraderecha organizado en Suecia junto al referente neonazi británico Mark Collett.
Estudió filosofía, en el 2021 ganó una beca de investigación del Institute for Human Sciences de Viena, una institución académica de Austria dedicada al estudio de las humanidades y ciencias sociales. Dicha institución la expulso al descubrir sus vínculos con la extrema derecha mundial. Olena Semenyaka niega tales afirmaciones.

## Artículos académico

### 2010
- Семеняка Е. Человек особого типа в консервативной революции (На примере анарха Юнгера и правого анархиста Эволы) / Елена Семеняка // Intertraditionale. Международный альманах Традиции и Революции. — 2010. — N.º 1. pp. 351-362. (Comunidad Internacional en Defensa de la Tradición Intertradicional)
- Семеняка О. Концепт «людини особливого типу» в консервативній революції (на прикладі Анарха Юнґера та правого анархіста Еволи) / Олена Семеняка // Маґістеріум. Історико-філософські студії. — 2010. — Вип. 39. pp. 43-48. (Universidad Nacional de Kiev-Academia Mohyla)

### 2011
- Семеняка Е. Эрнст Юнгер как лицо Консервативной Революции / Елена Семеняка // Intertraditionale. Международный альманах Традиции и Революции. — 2011. — N.º 2. pp. 359—367. (Comunidad Internacional en Defensa de la Tradición Intertradicional)
- Семеняка О. «Новий націоналізм» Ернста Юнґера як метафізичний кодекс «нового людського типу» / Олена Семеняка // Наукові записки НаУКМА. Філософія та релігієзнавство. — 2011. — Т. 115. pp. 41-44. (Universidad Nacional de Kiev-Academia Mohyla)

### 2012
- Семеняка Е. Консервативная Революция как мифологический модернизм / Елена Семеняка // Деконструкция: В поисках темного Логоса. Археомодерн. К русской философии. — 2012. — Вып. 4. pp. 381-392. (Universidad Estatal de Moscú)
- Семеняка Е. Традиция в консервативно-революционной оптике: «Здесь и сейчас» метафизической телеологии консервативной революции / Елена Семеняка // Традиция. Материалы Международной конференции по традиционализму «Against Post-Modern World». — 2012. — Вып. 3. pp. 262-278. (Universidad Estatal de Moscú)
- Semenyaka E. When the gods hear the call: The conservative-revolutionary potential of Black Metal Art / Elena Semenyaka // Black Metal: European roots & musical extremities. — Londres: Black Front Press, 2012. pp. 19-35.